# Iżykowice
Iżykowice – wieś sołecka w Polsce, położona w województwie świętokrzyskim, w powiecie pińczowskim, w gminie Działoszyce.
W latach 1975–1998 miejscowość administracyjnie należała do województwa kieleckiego.

## Integralne części wsi
| SIMC    | Nazwa   | Rodzaj     |
| ------- | ------- | ---------- |
| 0237268 | Za Górą | przysiółek |

## Historia
Iżykowice wieś w powiecie pińczowskim, gminie i parafia Sancygniów. Należy do dóbr Sancygniów, wspominana przez Długosza (L.B. t.II s.73) jako dziedzictwo Jana Czyżowskiego herbu Półkozic.

W 1827 roku liczono tu 10 domów, i 79 mieszkańców.

Według wiedzy z roku 1866 rozległość gruntów wynosiła mórg 263: grunta orne i ogrody mórg 196, łąk morgów 4, pastwisk mórg 10, nieużytki i place mórg 55; wieś posiadała osad 13, z gruntem morgów 53.
Według spisu powszechnego z roku 1921 we wsi Iżykowice było 18 domów i 117 mieszkańców, w folwarku 3 domy i 41 mieszkańców

### Nazwa
Iżysław (właściwie Jiżysław), dawne imię, które w skróconej formie Iżeł stanowi prawdopodobny źródłosłów nazwy Iłża (w dawnych dokumentach Izłża). Od skróconej formy Iżyk pochodzi Iżykowice i Iżyce.→ Iżyce, [w:] Słownik geograficzny Królestwa Polskiego, t. III: Haag – Kępy, Warszawa 1882, s. 338.